# TRIGA

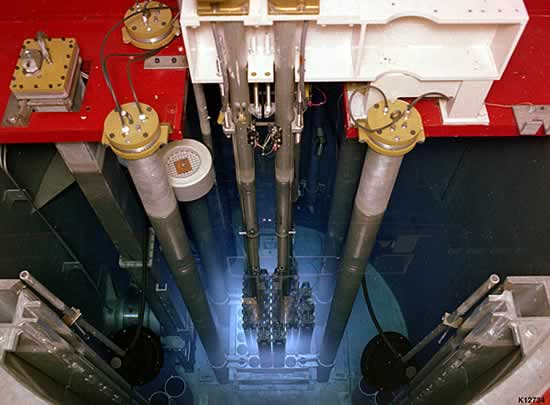
O núcleo de um reator TRIGA. A luminosidade azul é causada por radiação de Tcherenkov.

TRIGA é uma classe de reatores nucleares de pequeno porte projetado e fabricado pela General Atomics dos EUA. TRIGA é uma sigla para Training, Research, Isotopes, General Atomics (Treinamento, Pesquisa, Isótopos, General Atomics). A equipe de projeto foi liderada pelo físico Freeman Dyson.
Um TRIGA pode ser instalado sem a necessidade de um edifício para conter radioatividade e foi projetado para instituições de pesquisa científica e universidades. É usado em cursos de graduação, pesquisa comercial privada, testes não destrutivos e produção de isótopos.
O reator TRIGA usa combustível de urânio-hedreto de zircônio (UHZr) e é construído de tal forma que quando a temperatura do núcleo sobe, a reatividade do reator diminui devido ao seu coeficiente pronto de temperatura ser negativo, ou seja, quando a temperatura do meio combustível aumenta, diminui a moderação dos nêutrons no moderador principal (HZr) de forma a reduzir a taxa de reações nucleares de fissão dentro do combustível, fazendo com que a potência dissipada no núcleo do reator seja retardada, desta forma é impossível ocorrer super-aquecimento e fusão do núcleo, tornando este equipamento, intrinsecamente seguro de forma a ser muito útil em operações de treinamento de novos operadores, estudantes e de uso seguro em instalações hospitalares e de ensino superior.
O TRIGA foi inicialmente projetado para usar urânio altamente enriquecido como combustível, contudo em 1978 o Departamento de Energia dos EUA lançou o seu programa de Reatores de Pesquisa e Testes de Baixo Enriquecimento o que fez com que ele fosse convertido para funcionar com urânio pouco enriquecido. Atualmente o o enriquecimento máximo permitido para este tipo de reator de pesquisa deve ser menos que 20% em urânio de massa atômica 235, fissionável.
Um total de 70 reatores TRIGA foram instalados no mundo. Existe um em operação no Centro de Desenvolvimento da Tecnologia Nuclear (CDTN/CNEN), em Belo Horizonte, MG, Brasil cujo código internacional da instalação é TRIGA IPR R1, sigla que define essa instalação em todo mundo. Atualmente estão em fase de instalação no Marrocos, Tailândia e Romênia.
Os maiores competidores da General Atomics no suprimento de reatores de pesquisa eram a  Framatome da França e Siemens AG da Alemanha. Porém em 1996 foi criada a TRIGA International, um consórcio entre a General Atomics e a CERCA, uma subsidiaria da Framatome.  Desde então o combustível para os TRIGA tem sido fabricados na unidade da CERCA em Romans-sur-Isère, França.